# Frode Hansen
Frode Eike Hansen (Stavanger, 4 settembre 1972) è un ex calciatore norvegese, di ruolo difensore.

## Carriera

### Club
Hansen giocò nel Vidar, prima di passare al Viking. Fu successivamente in forza al Lyn Oslo, per poi ritornare al Viking. Chiuse la carriera al Vidar.